# Agnes Wold
Pour les articles homonymes, voir Wold.
Agnes Wold, née le 7 janvier 1955 à Uppsala, est une médecin suédoise, médecin chef et professeure émérite de bactériologie à la faculté de médecine de l'université de Göteborg. Elle est présidente de l'Association suédoise des femmes diplômées des universités en 1998.

## Biographie
Agnes Wold naît à Uppsala en 1955. Sa famille s'installe à Gôteborg en 1970. Elle est la fille du statisticien Herman Wold et d'Anna-Lisa Arrhenius-Wold, docteure en mathématiques de l'université d'Uppsala en 1971. Son grand-père maternel, Svante Arrhenius, est lauréat du prix Nobel de chimie en 1903. 
Agnes Wold fait ses études à l'université de Göteborg où elle obtient son diplôme de médecine en 1989,. En 2008, elle est nommée professeure de microbiologie à la faculté de médecine Sahlgrenska de l'université de Göteborg.

## Plaidoyer pour les femmes dans le monde universitaire
En 1997, Agnes Wold, avec Christine Wennerås, publie « Nepotism and Sexism in Peer-Review » dans Nature, dans lequel les autrices étudient les évaluations par les pairs pour les attributions de bourses de recherche postdoctorales au Conseil suédois de la recherche médicale. Le rapport met en évidence une discrimination dont sont victimes les chercheuses, qui ont besoin de diplômes universitaires bien meilleurs que les hommes pour réussir dans les demandes de services et de subventions de recherche. Agnes Wold est élue présidente de la Association suédoise des femmes universitaires (Association suédoise des femmes universitaires) en 1998. Durant son mandat, l'association fête son centenaire.
Elle participe régulièrement à des émissions de télévision et de radio, sur les maladies infectieuses, les allergies et les femmes dans la science.

## Hommages et distinctions
- 2006 : docteure honoris causa de l'École polytechnique Chalmers de Gôteborg, pour son travail sur la discrimination à l'égard des femmes chercheuses[7],[8].
- 2014 : membre de la Société royale des arts et des sciences de Göteborg (Kungliga Vetenskaps-och Vitterhetssamhället i Göteborg)[9].
- 2015 : « Femme professionnelle de l'année » de la BPW Sweden (dans la catégorie Femmes d'affaires et professionnelles[10].
- 2016 : « Femme de l'année » du quotidien suédois Expressen[11].
- 2018 : Learning Ladder Prize[12]